# Yarelis Salgado
Yarelis Yvette Salgado Rodríguez (sinh năm 1994) là một người mẫu, diễn viên và chủ nhân cuộc thi sắc đẹp người Puerto Rico, người đã đăng quang với tư cách là Hoa hậu Quốc tế Puerto Rico 2018 và sẽ đại diện cho Puerto Rico tại cuộc thi Hoa hậu Quốc tế 2018.

## Cuộc đời và sự nghiệp

### Đầu đời
Salgado đến từ Rio Grande. Cô hiện đang là sinh viên của Đại học Puerto Rico, Bayamon, cô học chuyên ngành Sinh học và hy vọng sẽ theo đuổi nghề bác sĩ ung thư nhi khoa. Cô hy vọng sẽ theo học trường y tại Đại học Columbia. Cô đã có ước mơ trở thành một bác sĩ từ năm lớp một, mặc dù có một thời gian ngắn cô đam mê cho chuyên ngành kiến trúc. Nhưng mong muốn giúp đỡ người khác đã dẫn cô đến với y học. Cô hy vọng sẽ chuyên về ung thư và nền tảng của cô sẽ được kết nối với tương lai của cô. Trao nụ cười cho một đứa trẻ bị ung thư là về việc giúp đỡ trẻ nhỏ nhất đối phó với căn bệnh này.

### Cuộc thi sắc đẹp
Năm 2014, Salgado đăng quang cuộc thi Hoa hậu Puerto Rico 2014 và cô sẽ đại diện cho cuộc thi Hoa hậu Mỹ 2015, được tổ chức tại Hội trường Boardwalk ở Atlantic City, New Jersey vào ngày 14 tháng 9 năm 2014. trong khi cô không thể lọt vào top 16 bán kết. Năm 2018, Salgado trước đó đã từng tham gia cuộc thi Hoa hậu Thế giới Puerto Rico 2018 đại diện cho Toa Alta, nơi cô đạt vị trí Á hậu 2. Và cũng được bổ nhiệm là Hoa hậu Quốc tế Puerto Rico 2018 bởi Nuestra Belleza Puerto Rico. Cô hiện là đại diện chính thức của Puerto Rico tại Miss International 2018. Cô là người kế nhiệm Miss International Puerto Rico 2016 Gabriela Berrios khi nước này từ chối tham gia vào năm ngoái do cơn bão Maria.